# Северно иглонокто галаго
Северното иглонокто галаго още паладиево галаго (Euoticus pallidus) е вид бозайник от семейство Галагови (Galagidae).

## Разпространение
Видът е разпространен в Екваториална Гвинея (Биоко), Камерун и Нигерия.